# Salomonseilanden op de Olympische Zomerspelen 1992
De Salomonseilanden namen deel aan de Olympische Zomerspelen 1992 in Barcelona, Spanje. Het was de derde deelname van het land aan de Spelen, echter werden er geen medailles gewonnen.

## Deelnemers en resultaten
(m) = mannen, (v) = vrouwen 

### Gewichtheffen
| Olympiër   | Discipline | Resultaat | Prestatie                                                      |
| ---------- | ---------- | --------- | -------------------------------------------------------------- |
| Leslie Ata | –75kg (m)  | 29e       | trekken: 30ste met 105kg stoten: 29ste met 130kg totaal: 235kg |